# Colin Greenwood
Colin Charles Greenwood, född 26 juni 1969 i Oxford, är en brittisk musiker och kompositör, mest känd som basist i den alternativa rockgruppen Radiohead. Colin Greenwood spelar förutom bas även keyboard och synthesizer. Han står även för sampling och Radioheads elektroniska bitar.
Colin Greenwood anses vara gruppens "fredsstiftare" och diplomat. Han är bandkollegan Jonny Greenwoods äldre bror. 

## Diskografi (urval)
Studioalbum med Radiohead
- Pablo Honey (1993)
- The Bends (1995)
- OK Computer (1997)
- Kid A (2000)
- Amnesiac (2001)
- Hail to the Thief (2003)
- In Rainbows (2007)
- The King of Limbs (2011)
- A Moon Shaped Pool (2016)

Livealbum med Radiohead
- I Might Be Wrong: Live Recordings (2001)